# Ousainou Darboe
Ousainou Darboe (8 de agosto de 1948) es un abogado defensor de los derechos humanos y político gambiano. Es creador y líder del principal partido del Partido Democrático Unificado, que fue entre 1996 y 2017 el principal partido opositor a Yahya Jammeh, y que en la actualidad gobierna el país.

## Carrera política

### Candidaturas presidenciales
Darboe se presentó a las elecciones presidenciales por primera vez en septiembre de 1996. Fue candidato de su partido, el UDP, que acababa de crear, y quedó en segundo lugar después de Yahya Jammeh (que accedió al poder por un golpe de Estado el 23 de julio de 1994) de la Alianza patriótica para la reorientación y la construcción (APRC). Logró 35,84 % de los sufragios y Jammeh 55,77 %. El resultado del escrutinio fue declarado dudoso por los medios de comunicación nacionales e internacionales.
Su segunda tentativa de alcanzar la presidencia fue en octubre de 2001. Se presentó como líder de una coalición de tres partidos : el UDP, el Partido Progresista del Pueblo (People's Progresiva Party, o PPP) y el Partido del pueblo gambien (Gambian People's Party, GPP). De los cinco candidatos a la presidencia, fue segundo (con el 32,59 % de los sufragios), quedando vencedor de nuevo Jammeh. En este caso la mayoría de los observadores consideraron que el desarrollo del voto fue correcto.
En 2005, el UDP se alió con otros cuatro partidos de la oposición para formar la Alianza nacional para la democracia y el desarrollo (Nacional Alianza for Democracy and Development, NADD), con el fin de preparar la elección presidencial de final 2006 y las legislativas del comienzo 2007. Sin embargo, la alianza se désintégró después de la retirada de la UDP y el Partido para la Reconciliación Nacional (Nacional Reconciliación Party, NRP).
En las elecciones presidenciales del 22 de septiembre de 2006, el UDP de Darboe había formado otra coalición con el NRP y el Partido gambiano para la democracia y el progreso (Gambia Party for Democracy and Progress, GPDP), bajo el nombre de Alliance for Regime Change. Jammeh ganó el escrutinio con el 67,33 % del voto, seguido de Darboe con el 26,69 %. Un tercer candidato que representaba los partidos restantes de la antigua alianza, Halifa Sallah, obtuvo 5,98 % de los votos. Darboe rechazó el resultado de la elección, declarando que no fue ni justa ni libre y que se intimidó al electorado.
En noviembre de 2021, la candidatura de Ousainou Darboe para las elecciones presidenciales de 2021-22 es validada por la Comisión Electoral Independiente (CEI).

### Encarcelamiento
En julio de 2016 fue detenido y condenado a tres años de cárcel por haber participado en una manifestación prohibida en el que se exigía una investigación sobre la muerte tras su detención de Solo Sandeng otro responsable del Partido Democrático Unificado tras una protesta pública contra el régimen. No pudo ser candidato a las elecciones presidenciales de diciembre de 2016 por haber superado el límite de edad de 65 años que la Constitución establece para las personas candidatas.
El 5 de diciembre de 2016 salió en libertad bajo fianza de la cárcel pocos días después de la victoria del opositor Adama Barrow frente a Yahya Jammeh.

### Ministro de Relaciones Exteriores
Tras la intervención militar en Gambia de 2017 y el exilio de Jammeh, Adama Barrow asumió la presidencia formalmente y juramentó a Darboe como su Ministro de Relaciones Exteriores el 1 de febrero. Al día siguiente, se reunió con diplomáticos extranjeros acreditados en Gambia con el fin de "fortalecer las relaciones bilaterales entre Gambia y el mundo". La misma semana que su toma de posesión, se confirmó que 33 millones de € en la ayuda exterior de la Unión Europea que habían sido congelados bajo el régimen de Jammeh serían nuevamente enviados a Gambia.